# David Bryant (musicus)
David Bryant is een Canadees muzikant, geluidstechnicus, en filmmaker die het best bekend is als lid van de Montrealse bands Godspeed You! Black Emperor, Set Fire to Flames, en Hiss Tracts. In 2015 co-regisseerde hij de film Quiet Zone en hij heeft ook voor andere films muziek geschreven.

## Biografie
David Bryant werd in 1997 lid van Godspeed You! Black Emperor als derde gitarist, later zou hij ook opnames, mixen en fotografie voor de band gaan doen.
In 2001 zette David Bryant zijn eigen experimentele muziekproject Set Fire to Flames op waarin hij postrock combineert met omgevingsgeluiden en diverse andere niet-muzikale geluidseffecten. Hiermee creëert hij een duistere en minimalistische sound.

Toen tussen 2003 en 2010 Godspeed even uit elkaar was, ontmoette Bryant Kevin Doria van de bands Growing and Total Life, waarmee hij in 2008 de band Hiss Tracts – genoemd naar een nummer van Set Fire to Flames – oprichtte. Bryant was ook de geluidstechnicus voor drie albums van Growing die werden uitgebracht tussen 2006 en 2008.
In 2015 regisseerde Bryant samen met bandgenoot Karl Lemieux de experimentele korte documentairefilm Quiet Zone. Samen met Kevin Doria en Thierry Amar schreef hij ook de soundtrack voor Lemieux's speelfilm Maudite Poutine uit 2016.

## Discografie

### Met Godspeed You! Black Emperor
- F♯ A♯ ∞ (1997, Constellation)
- aMAZEzine! 7" (1998, aMAZEzine!)
- Slow Riot for New Zerø Kanada EP (1999, Constellation)
- Lift Your Skinny Fists Like Antennas to Heaven (2000, Constellation)
- Yanqui U.X.O. (2002, Constellation)
- 'Allelujah! Don't Bend! Ascend! (2012, Constellation)
- Asunder, Sweet and Other Distress (2015, Constellation)
- Luciferian Towers (2017, Constellation)
- G_d’s Pee AT STATE’S END! (2021, Constellation)
- No Title as of 13 February 2024 28,340 Dead (2024, Constellation)

### Met Set Fire to Flames
- Sings Reign Rebuilder (2001)
- Telegraphs in Negative/Mouths Trapped in Static (2003)
- Floored Memory….Fading Location (2009)
- Eleven into Fifteen: a 130701 Compilation (2016)

### Met Tim Hecker
- Mirages (2004)[4]

### Met Hiss Tracts
- Shortwave Nights (Constellation, 2014)[5][6]

## Filmografie

### Als regisseur
- Quiet Zone (2015)